# Faren fra luften
Faren fra luften er en dansk propagandafilm fra 1944, der er instrueret af Ingolf Boisen efter manuskript af ham selv og Karl Roos.

## Handling
En dansk provinsby tænkes udsat for luftangreb. På denne baggrund skildres de forholdsregler, der fra de forskellige myndigheders og institutioners side er truffet for at imødegå en sådan situation. Det understreges at også den enkelte må træffe sine forberedelser og vide, hvordan han skal handle, hvis ulykken rammer.